# Lilium concolor

Lilium concolor

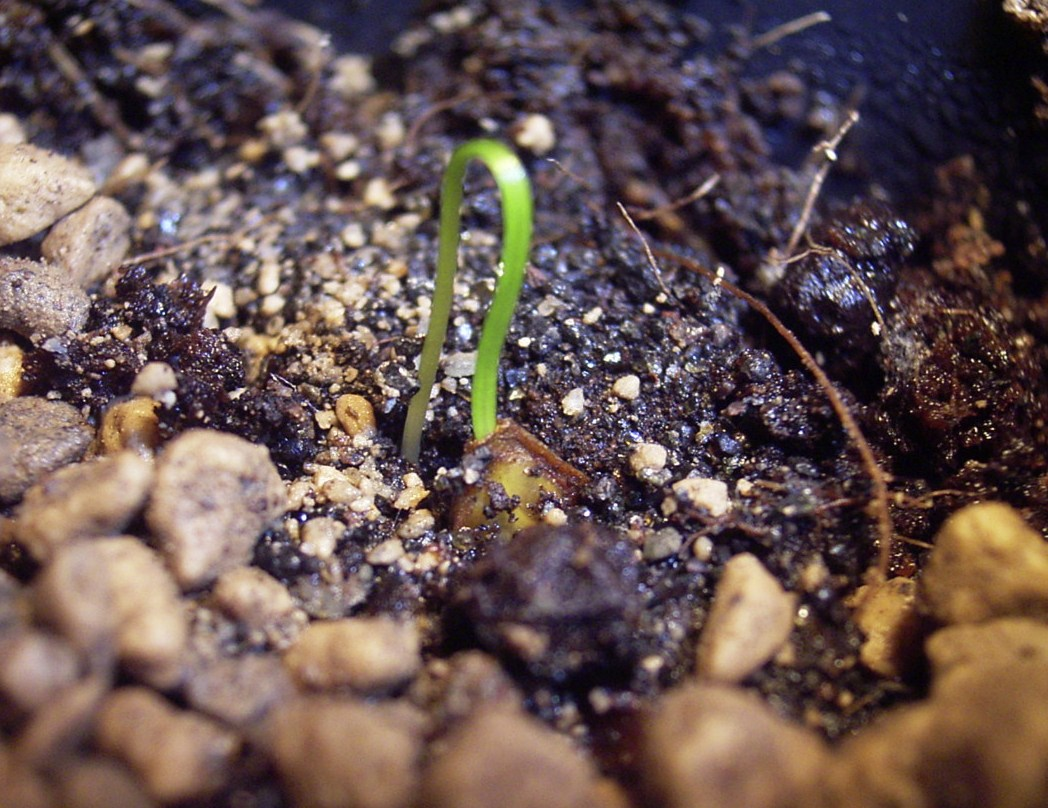
Lilium concolor Sämling, 12 Tage alt

Lilium concolor ist eine Art aus der Gattung der Lilien (Lilium) in der Sektion Sinomartagon innerhalb der Familie der Liliengewächse (Liliaceae).

## Beschreibung
Lilium concolor erreicht eine Wuchshöhe von 30 bis 50, selten bis zu 80 Zentimeter. Die Zwiebel ist eiförmig, erreicht einen Durchmesser von 1,5 cm bis 3,5 Zentimetern und ist aus weißen, eiförmigen bis eiförmig-lanzettlichen Schuppen zusammengesetzt, die zwischen 2 und 3,5 Zentimeter lang und zwischen 1 und 1,5 (selten bis 3) Zentimeter breit sind. Am Ansatz des Stängels, oberhalb der Zwiebel, befinden sich die Wurzeln. Der dünne Stängel ist papillös und manchmal purpurn überlaufen. Die verteilt stehenden, drei- bis siebennervigen Blätter sind unbehaart, linear, 2 bis 7, selten bis 10 Zentimeter lang und 3 bis 6, selten bis 10 Millimeter breit. Ränder und Nervatur sind papillös.
Die Pflanze blüht zwischen Mai und Juli mit 1 bis 5 aufrechten und sternförmigen Blüten in einer Dolde oder Rispe. Die zwittrigen Blüten sind dreizählig. Die sechs gleichgestalteten, umgekehrt-lanzettlichen bis länglich-rund lanzettlichen Blütenhüllblätter sind leicht zurückgebogen, 2,2 bis 5,2 Zentimeter lang und 4 bis 14 Millimeter breit. Die Grundfarbe der glänzenden Blüten ist tiefrot, je nach Varietät entweder mit dunklen Punkten oder ungepunktet.
Die Staubfäden sind ungefähr 20 mm lang und klebrig, die Staubbeutel etwa 7 mm lang und von tiefroter bis oranger Farbe, die Pollen sind rot. Der Fruchtknoten ist zylindrisch, 1 bis 1,2 Zentimeter lang und 2,5 bis 3 Millimeter dick, der Griffel ist geringfügig kürzer, die Narbe leicht geschwollen. Die Samen reifen in rechteckigen bis zu 3,5 cm großen Samenkapseln heran und keimen sofortig-epigäisch.
Die Chromosomenzahl beträgt 2n = 24.

## Verbreitung
Lilium concolor braucht einen feuchten Boden, am besten wächst sie an grasigen, besonnten Hängen, in Dickichten oder feuchten Wäldern in Höhenlagen zwischen 300 und 2200 m ü. NN.
Die Art ist in der Volksrepublik China in den Provinzen Hebei, Heilongjiang, Henan, Hubei, Jilin, Liaoning, Shaanxi, Shandong, Shanxi, Yunnan und des autonomen Gebiets Innere Mongolei, sowie in Japan, Südkorea, der Mongolei und Sibirien heimisch.

## Taxonomie und Systematik
Lilium concolor wurde 1806 von Richard Anthony Salisbury in Paradisus Londinensis: or Coloured Figures of Plants Cultivated in the vicinity of the Metropolis Tafel 47 erstbeschrieben.
Neben dem nominotypischen Taxon existieren als Varietäten:
- Lilium concolor var. pulchellum (Fischer) Regel: Tepalen geringfügig kleiner, gepunktet, auch in Südkorea (Kangwŏn-do) und Russland zu finden.
- Lilium concolor var. megalanthum F. T. Wang & T. Tang: Blütenhüllblätter purpurn gepunktet, größer als bei der Nominatform (5 bis 5,2 Zentimeter lang, 8 bis 14 Millimeter breit), Laubblätter breiter (5 bis 10 Millimeter). Nur in Jilin beheimatet, auf Feuchtwiesen in 500 m Höhenlage.

## Nutzung
Lilium concolor wird in der chinesischen Medizin eingesetzt, ein Pulver aus der getrockneten und gemahlenen Zwiebel oder ein Wein soll in Wasser desinfizierend und auf Wunden aufgetragen blutungsstoppend wirken.
Die Blüte enthält ätherische Öle, die zur Produktion von Parfüm eingesetzt werden, in Südkorea wird sie als Schnittblume kultiviert.